# Catástrofe nuclear
Catástrofe nuclear o desastre nuclear puede referirse a:
- Explosión de:

Una bomba atómica, o de varias. Ejemplos: Bombardeos atómicos sobre Hiroshima y Nagasaki
Una central nuclear
- Fuga de gases o de otros materiales radioactivos, hacia:

Atmósfera
Ríos
Lagos
Pantanos
El subsuelo
- Guerra nuclear

Invierno nuclear
Holocausto nuclear
- Accidente nuclear

Anexo: Accidentes nucleares civiles
Accidentes destacados en la escala INES (International Nuclear Event Scale):
Accidente de Chernóbil
Accidente nuclear de Fukushima I
Accidente de Three Mile Island
- Contaminación radiactiva

Luego de una catástrofe nuclear, las zonas afectadas pueden ser ciudades o pueblos, los cuales quedan desiertos, deshabitados. Es posible que permanezcan algunas personas que ignoran los peligros de los efectos nocivos de la radiación si se quedaran a vivir en tales ámbitos.